# Keston Julien
Pour les articles homonymes, voir Julien.
 (août 2021).
Si vous disposez d'ouvrages ou d'articles de référence ou si vous connaissez des sites web de qualité traitant du thème abordé ici, merci de compléter l'article en donnant les références utiles à sa vérifiabilité et en les liant à la section « Notes et références ».
Keston Julien, né le 26 octobre 1998 à Port-d'Espagne, est un footballeur international trinidadien, qui évolue au poste de latéral gauche au Sheriff Tiraspol.

## Biographie

### En club

#### Débuts au Trinité-et-Tobago
Avec le W Connection, Julien dispute un match de Ligue des champions de la CONCACAF face au Santos Laguna le 5 août 2015 (défaite 4-0), à l'âge de 17 ans, 9 mois et 10 jours.
Il évolue ensuite en faveur du San Juan Jabloteh.

#### Débuts en Europe à l'AS Trenčín
Keston Julien fait en 2017 son départ pour l'Europe en rejoignant le club slovaque de l'AS Trenčín. Il fait ses débuts avec son nouveau le club 25 février 2017 face au Slovan Bratislava (défaite 4-3). L'AS Trenčín, qui avait pourtant réalisé la saison précédente le doublé coupe-championnat, mais ne termine qu'à la 4e place du championnat, qui lui permet tout de même de disputer le premier tour qualifications pour la Ligue Europa.
Julien dispute son premier match lors du match retour face au Torpedo Koutaïssi le 6 juillet 2017 (victoire 0-3), en remplaçant James Lawrence sur blessure à dix minutes du terme. Grâce à ce succès, après un 5-1 à l'aller, Trenčín se qualifie au deuxième tour, mais le club est éliminé par le Bnei Yehoudah Tel-Aviv (1-1, 2-0). Julien ne joue qu'occasionnellement les matchs de championnat, que Trenčín termine à la 5e place.
En Ligue Europa, l'AS Trenčín éliminent au premier tour le Budućnost Podgorica (0-2, 1-1), puis le Górnik Zabrze (victoires 0-1 et 4-1), et crée la surprise en éliminant le Feyenoord Rotterdam (4-0, 1-1). Le club échoue finalement en barrages face à l'AEK Larnaca (1-1, 3-0). En championnat, Julien ne joue que très peu, et voit son club réaliser une saison cauchemar qui le voit ne se maintenir qu'en play-offs pour la relégation remportés face au FK Poprad (défaite 2-0 puis victoire 4-1).
En 2019-2020, Julien devient un titulaire régulier du club, inscrivant même son premier but en professionnel face au MFK Ružomberok le 27 juillet 2019 (match nul 1-1). Le club termine à la 7e place de Fortuna Liga, menant au play-offs de championnat pour la Ligue Europa, perdus en demi-finales face au Spartak Trnava.

#### Sheriff Tiraspol
Le 17 août 2020, Julien rejoint le Sheriff Tiraspol. Il dispute son premier match de Ligue des champions de l'UEFA, au 2e tour de qualification, face au Qarabağ FK (défaite 2-1), en remplaçant Faith Obilor à un quart d'heure du terme. Le club, ainsi reversé en C3, est éliminé de cette compétition par Dundalk (1-1, 3-5 au penalties). Julien devient un joueur important du club, manquant tout de même 13 matchs sur blessure entre février et mai 2021. Le Sheriff Tiraspol est sacré champion de Moldavie pour la sixième fois consécutive, mais perd en finale de coupe face au FC Sfîntul Gheorghe (match nul 2-2 puis défaite 4-2 aux tirs au but).
Au début de la saison 2021-2022, le Sheriff Tiraspol réalise une épopée en Ligue des champions, éliminant le KF Teuta (victoires 0-4 et 1-0), puis Alashkert (victoires 0-1 et 3-1), l'Étoile rouge de Belgrade (1-1, 1-0) et enfin le Dinamo Zagreb en barrages (3-0, 0-0). Le club se qualifie ainsi pour la première fois de son histoire ainsi que pour celle du football moldave en phase de groupes de C1, où il est opposé au Real Madrid, à l'Inter Milan et au Chakhtar Donetsk. 

### En sélection
Keston Julien est international trinidadien des moins de 17 et des moins de 20 ans.
Il est sélectionné pour la première fois en équipe A en septembre 2018 par Dennis Lawrence. Il honore sa première cape le 6 septembre 2018 face aux Émirats arabes unis en match amical (victoire 2-0), en remplaçant Triston Hodge à la 74e minute de jeu. Il n'est pas sélectionné ni pour la Gold Cup 2019, où les Soca Warriors sont éliminés au premier tour.
Il dispute son premier match non amical le 5 juin 2021 dans le cadre des qualifications à la Coupe du monde 2022 face aux Bahamas (match nul 0-0). Trinité-et-Tobago est éliminé au premier tour en ne finissant que deuxième de son groupe derrière Saint-Christophe-et-Niévès, pourtant vaincus en confrontation directes mais les matchs nuls face aux Bahamas et Porto Rico auront coûté la qualification aux Trinidadiens. Julien n'est pas non plus sélectionné par Terry Fenwick pour disputer la Gold Cup 2021, où la sélection est aussi éliminée au premier tour.

## Statistiques

### En club
| Saison                | Club                  | Championnat           | Championnat | Championnat | Coupe(s) nationale(s) | Coupe(s) nationale(s) | Compétition(s) continentale(s) | Compétition(s) continentale(s) | Compétition(s) continentale(s) | Total | Total |
| Saison                | Club                  | Division              | M.          | B.          | M.                    | B.                    | Comp.                          | M.                             | B.                             | M.    | B.    |
| 2015-2016             | W Connection          | Professional League   | -           | -           | -                     | -                     | LCC                            | 1                              | 0                              | 1     | 0     |
| 2016-2017             | AS Trenčín            | Fortuna Liga          | 5           | 0           | 1                     | 0                     | -                              | -                              | -                              | 6     | 0     |
| 2017-2018             | AS Trenčín            | Fortuna Liga          | 10          | 0           | -                     | -                     | C3                             | 3                              | 0                              | 13    | 0     |
| 2018-2019             | AS Trenčín            | Fortuna Liga          | 5           | 0           | 1                     | 0                     | C3                             | 5                              | 0                              | 11    | 0     |
| 2019-2020             | AS Trenčín            | Fortuna Liga          | 17          | 3           | 2                     | 0                     | -                              | -                              | -                              | 19    | 3     |
| Sous-total            | Sous-total            | Sous-total            | 37          | 3           | 4                     | 0                     | -                              | 8                              | 0                              | 49    | 3     |
| 2020-2021             | Sheriff Tiraspol      | Divizia Națională     | 16          | 1           | 1                     | 1                     | C1+C3                          | 1+0                            | 0+0                            | 18    | 2     |
| 2021-2022             | Sheriff Tiraspol      | Divizia Națională     | 11          | 0           | 1                     | 0                     | C1                             | 10                             | 0                              | 22    | 0     |
| Sous-total            | Sous-total            | Sous-total            | 27          | 1           | 2                     | 1                     | -                              | 11                             | 0                              | 40    | 2     |
| Total sur la carrière | Total sur la carrière | Total sur la carrière | 64          | 4           | 6                     | 1                     | -                              | 20                             | 0                              | 90    | 5     |

### Matchs internationaux
| Matchs internationaux de Keston Julien | Matchs internationaux de Keston Julien | Matchs internationaux de Keston Julien                | Matchs internationaux de Keston Julien | Matchs internationaux de Keston Julien | Matchs internationaux de Keston Julien  | Matchs internationaux de Keston Julien                           |
| #                                      | Date                                   | Lieu                                                  | Adversaire                             | Résultat                               | Compétition                             | Notes                                                            |
| -------------------------------------- | -------------------------------------- | ----------------------------------------------------- | -------------------------------------- | -------------------------------------- | --------------------------------------- | ---------------------------------------------------------------- |
| 1                                      | 6 septembre 2018                       | Stade municipal de Montilivi, Gérone, Espagne         | Émirats arabes unis                    | 2 - 0                                  | Match amical                            | Entre en jeu à la place de Triston Hodge à la 74e minute de jeu. |
| 2                                      | 14 octobre 2018                        | Stade provincial de Suphanburi, Suphanburi, Thaïlande | Thaïlande                              | 1 - 0                                  | Match amical                            | Entre en jeu à la place d'Akeem Humphrey à la 93e minute de jeu. |
| 3                                      | 15 octobre 2019                        | Estadio Olímpico, Caracas, Venezuela                  | Venezuela                              | 2 - 0                                  | Match amical                            | Titulaire.                                                       |
| 4                                      | 5 juin 2021                            | Stade Thomas-Robinson, Nassau, Bahamas                | Bahamas                                | 0 - 0                                  | Qualifications à la Coupe du monde 2022 | Titulaire et remplacé par Noah Powder à la 62e minute de jeu.    |

## Palmarès
Sheriff Tiraspol
- Championnat de Moldavie (1) :
  - Champion : 2020-21.